# Petrocosmea heterophylla
Petrocosmea heterophylla är en tvåhjärtbladig växtart som beskrevs av Brian Laurence Burtt. Petrocosmea heterophylla ingår i släktet Petrocosmea och familjen Gesneriaceae. Inga underarter finns listade i Catalogue of Life.